# مارتن ستانيسلاوس برينان
مارتن ستانيسلاوس برينان (بالإنجليزية: Martin Stanislaus Brennan )‏ (و. 1845 – 1927 م) هو عالم فلك من الولايات المتحدة الأمريكية .
توفي عن عمر يناهز 82 عاماً.